# Amélie-les-Bains-Palalda
Amélie-les-Bains-Palalda (tiếng Catalunya: Els banys d'Arles) là một xã thuộc tỉnh Pyrénées-Orientales trong vùng Occitanie phía nam Pháp. Xã này nằm ở khu vực có độ cao trung bình 240 mét trên mực nước biển.
Thị trấn này toạ lạc trong thung lũng Tech có kiến trúc cổ và mới hỗn hợp với những con phố hẹp. Đây là một xã du lịch.
Thị trấn này tên cũ là Arles-les-Bains, đã được đổi tên thành Amélie-les-Bains theo hoàng hậu Amelia vợ Louis Philippe. Tên xã trong tiếng Catalan vẫn là called Els banys d'Arles.

## Thông tin nhân khẩu
| Năm | 1962 | 1968 | 1975 | 1982 | 1990 | 1999 | 2005 |
| --- | ---- | ---- | ---- | ---- | ---- | ---- | ---- |
| Dân số | 3001 | 3662 | 3908 | 3713 | 3239 | 3475 | 3644 |
| From the year 1962 on: No double counting—residents of multiple communes (e.g. students and military personnel) are counted only once. |      |      |      |      |      |      |      |